# Lista de capítulos de Rock Lee no Seishun Full-Power Ninden
O mangá Rock Lee no Seishun Full-Power Ninden escrito e ilustrado por Kenji Taira, foi publicado pela editora Shueisha na revista Saikyō Jump. O mangá é um spin-off em SD da série Naruto de autoria de Masashi Kishimoto. O primeiro capítulo de Rock Lee no Seishun foi publicado em dezembro de 2010 e a publicação encerrou em julho de 2014 no capítulo 39, contando com 7 volumes. Nesta página, os capítulos estão listados por volume, com seus respectivos títulos originais (volumes com seus títulos originais abaixo do traduzido e capítulos com seus títulos originais na coluna secundária).

## Volumes 1~7
| - 1. O Ninja Rock Lee - 2. O Crepitante Plano de Amor! - 3. Rock Lee VS Hyuuga Neji!! - 4. Rock Lee o Ninja Copiador!? - 5. O Bikini de Sakura!! - 6. A Ambição de Tenten!! - 7. Sabaku no Gaara - Especial. Naruto VS Konohamaru VS Rock Lee!! | - 1. 忍者ロック・リー (Ninja Rokku Rī) - 2. ドキドキ恋の作戦! (Dokidoki Koi no Sakusen!) - 3. ロック・リーVS日向ネジ!! (Rokku Rī VS Hyūga Neji!!) - 4. コピー忍者ロック・リー!? (Kopī Ninja Rokku Rī!?) - 5. サクラの水着!! (Sakura no Mizugi!!) - 6. テンテンのあこがれ!! (Tenten no Akogare!!) - 7. 砂瀑の我愛羅 (Sabaku no Gaara) - 特別編. ナルトVS木ノ葉丸VSロック・リー!! (Naruto VS Konohamaru VS Rokku Rī!!) |

| - 8. Rock Lee VS Might Guy!! - 9. Neji e Hinata - 10. Luta em Dupla!! - 11. Missão de Rank S - 12. Eu, o Naruto-kun, Vou Ficar Sobrancelhudo!? - Especial. Academia Ninja!! | - 8. ロック・リーVSマイト・ガイ!! (Rokku Rī VS Maito Gai!!) - 9. ネジとヒナタ (Neji to Hinata) - 10. タッグマッチ!! (Taggu Matchi!!) - 11. Sランク任務!! (S-Ranku Ninmu!!) - 12. オレがゲジマユ、ボクがナルトくん!? (Ore ga Gejimayu, Boku ga Naruto-kun!?) - 特別編. 忍者学校!! (Akademī!!) |

| - 13. Missão Secreta de Infiltração - 14. Adestrador de Animais - 15. Tenten VS Temari!! - 16. A Organização Chamada Akatsuki!! - 17. Might Guy Hokage!? - Especial. Contos | - 13. 潜入極秘ミッション (Misshon Gokuhi Sen'nyū) - 14. いきものいがかり (Ikimono Igakari) - 15. テンテンVSテマリ!! (Tenten VS Temari!!) - 16. 組織の名は暁!! (Soshiki no Na wa Akatsuki!!) - 17. 火影マイト・ガイ!? (Hokage Maito Gai!?) - 特別編. 短編集 (Tanhenshū) |

| - 18. Missão de Escolta do Raikage - 19. Uchiha Sasuke!! - 20. Jiraiya, o Ninja Espiador - 21. A Dupla de Bestas Bizarras!! - 22. Amassos, Beijinhos, Fofisse e Galanteio Meloso... - Especial. O Todo Poderoso Shippuuden!! - Especial. Batalha!! | - 18. 雷影護衛任務 (Raikage Goei Ninmu) - 19. うちはサスケ!! (Uchiha Sasuke!!) - 20. 自来也のぞき忍伝!! (Jiraiya Nozoki Ninden!!) - 21. 珍獣タッグ!! (Chinjū Taggu!!) - 22. イチャイチャチュッチュキャビキャビラブラブスリスリドキドキ (Icha-icha Chutchu Kyapi-kyapi Rabu-rabu Suri-suri Doki-doki) - 特別編. パワフル疾風伝!! (Pawafuru Shippūden!!) - 特別編. バトル!! (Batoru!!) |

| - 23. Separação!? Ino-Shika-Chou!! - 24. Rock Lee VS Uzumaki Naruto!! - 25. Meu Amado Sasuke-kun - 26. Kankurou, o Mestre de Marionetes - 27. As Férias de Verão da Akatsuki!! - Especial. Contos | - 23. 解散!? 猪鹿蝶!! (Kaisan!? Ino-Shika-Chō!!) - 24. ロック・リーVSうずまきナルト!! (Rokku Rī VS Uzumaki Naruto!!) - 25. 愛しのサスケくん (Itoshino Sasuke-kun) - 26. 傀儡師カンクロウ (Kugutsu-shi Kankurō) - 27. 暁の夏休み!! (Akatsuki no Natsuyasumi!!) - 特別編. 短編集 (Tanhenshū) |

| - 28. A Vida Paradisíaca nas Praias do Sul - 29. Might Guy VS Hatake Kakashi!! - 30. Pequena Grande Aventura - 31. A Ambição de Orochimaru - 32. Academia da Folha!! - 33. Sasuke e Itachi - Especial. Contos | - 28. 南海のパラダイスライフ (Nankai no Paradaisu Raifu) - 29. マイト・ガイVSはたけカカシ!! (Maito Gai VS Hatake Kakashi!!) - 30. 小さな大冒険 (Chīsana Dai Bōken) - 31. 大蛇丸の野望 (Orochimaru no Yabō) - 32. 木ノ葉学園!! (Konoha Gakuen!!) - 33. サスケとイタチ (Sasuke to Itachi) - 特別編. 短編集 (Tanhenshū) |

| - 34. Hyuuga Hinata VS Hyuuga Hanabi!! - 35. O Shinobi Lendário!! - 36. Adulto!! - 37. Túnel do Tempo!! - 38. Os 5 Kages!! - 39. Um Ninja Honrado...!! - Especial. Contos | - 34. 日向ヒナタVS日向ハナビ!! (Hyūga Hinata VS Hyūga Hanabi!!) - 35. 伝説の忍!! (Densetsu no Shinobi!!) - 36. アダルト!! (Adaruto!!) - 37. タイムワープ!! (Taimu Wāpu!!) - 38. 五影!! (Gokage!!) - 39. 立派な忍者・・・!! (Rippa na Ninja...!!) - 特別編. 短編集 (Tanhenshū) |